# Isztambuli metró
Az isztambuli metró (törökül: İstanbul Metrosu) 1989. szeptember 3-án indult el. Jelenleg 11 vonallal, 194,2 kilométeres hálózattal és 133 állomással rendelkezik. A hálózat folyamatos fejlesztés és bővítés alatt áll, 2023 januári adatok alapján az M10-M12–M14 vonalak építés alatt állnak.

## Történet
Az isztambuli metrónak hat átadott vonala van. Az M1 (piros) vonalat, mely tulajdonképpen egy könnyűvasút (hafif metro, LRT), 1989 szeptemberében nyitották meg. Yenikapı és az Atatürk nemzetközi repülőtér, valamint Kirazlı között közlekedik 105 kocsival, teljes hossza 26,1 km. A vonalon naponta 400 000 fő utazik. Az M2 (zöld) vonalat 1992-ben kezdték építeni és 2000-ben adták át. Yenikapı és Hacıosman között közlekedik 23,5 km-en, 16 állomással és 124 kocsival. Naponta 480 000 utast szállít. A Başakşehir–Olimpiyatköy között közlekedő M3 (kék) metró 2013-ban állt forgalomba, 15,9 km-es vonalon 11 állomást szolgál ki 80 kocsival. Az M4 (rózsaszín) metróvonalat Kadıköy és Tavşantepe között 2012-ben adták át, 26,5 km-en 19 állomást szolgál ki, forgalma napi 70 000 fő. A vonalon 144 CAF típusú kocsi közlekedik. Az M6-os (barna) vonalat 2015-ben adták át, a Levent és Hisarüstü/Boğaziçi Egyetem között közlekedő vonal 3,3 km hosszú és mindössze 4 állomása van.
Ezeken felül számos vonal építése, illetve a meglévők hosszabbítása van folyamatban, a város vezetése úgy tervezi, hogy 2019 után több mint 1000 kilométernyi vasúthálózat lesz elérhető Isztambulban.

## Hálózat

### Jelenlegi
| Szám | Vonal                                    | Nyitás | Hossz   | Állomások |
| ---- | ---------------------------------------- | ------ | ------- | --------- |
|      | Yenikapı ↔ Atatürk Airport / Kirazlı     | 1989   | 26,8 km | 23        |
|      | Yenikapı ↔ Hacıosman                     | 2000   | 23,5 km | 16        |
|      | Kirazlı ↔ Metrokent                      | 2013   | 12,5 km | 9         |
|      | Kadıköy ↔ Sabiha Gökçen Airport          | 2012   | 33,9 km | 23        |
|      | Üsküdar ↔ Çekmeköy                       | 2017   | 20,0 km | 16        |
|      | Levent ↔ Boğaziçi Üniversitesi/Hisarüstü | 2015   | 3,3 km  | 4         |
|      | Yıldız ↔ Mahmutbey                       | 2020   | 20 km   | 17        |
|      | Bostancı ↔ Parseller                     | 2023   | 14,2 km | 13        |
|      | Olimpiyat ↔ Bahariye                     | 2021   | 6 km    | 5         |
|      | Kağıthane ↔ Kargo Terminali              | 2023   | 34 km   | 7         |

### Építés alatt
| Szám | Vonal                                  | Nyitás            | Hossz                                                       | Állomások |
| ---- | -------------------------------------- | ----------------- | ----------------------------------------------------------- | --------- |
|      | Kabataş ↔ Mahmutbey                    | 2020 (1. szakasz) | 6,5 km (1. szakasz) 18,5 km (2. szakasz) 18 km (3. szakasz) | 4 13 15   |
|      | Ataköy ↔ Olimpiyat                     |                   | 13 km                                                       | 12        |
|      | Pendik Çarşı ↔ Sabiha Gökçen repülőtér |                   | 9,1                                                         | 6         |
|      | Halkalı ↔ Kargo Terminali              |                   | 31,5 km                                                     | 7         |
|      | Göztepe ↔ Ümraniye                     |                   | 13,03                                                       | 11        |
|      | Altunizade ↔ Kazım Karabekir           |                   | 7,3                                                         | 6         |